# 威廉·斯皮奇利
威廉·斯皮奇利（英語：William Speechly，1906年7月5日—1982年7月13日），英国男子冰球运动员，场上位置是守门员。他曾代表英国国家队参加1928年冬季奥林匹克运动会冰球比赛，获得第4名。